# Туюшево
Тую́шево (рос. Туюшево, башк. Туйыш) — присілок у складі Караідельського району Башкортостану, Росія. Входить до складу Староакбуляківської сільської ради.
Населення — 121 особа (2010; 119 у 2002).
Національний склад:
- башкири — 98 %